# 番禺区夜间公交线路系统
番禺区夜间公交线路系统，是服务于中国广东省广州市番禺区的夜间公交线路系统，目前由一条大学城内夜间公交线路、四条广州南站夜间接驳公交专线和四条地铁接驳夜间公交线路组成。

## 夜50路
夜50路于2008年10月20日开通，采用市区夜班线路编号。全线位于广州大学城内，2013年调整为大学城环线1（原381路）的夜班公交形式，从市国家档案馆南（大学城）站出发，经大学城中环路、华师一路、大学城内环路、国医东路、国医西路和档案馆路，返回市国家档案馆南（大学城）站，服务时间为 22:40 - 00:45（寒暑假停驶），发班密度为不大于45分钟/班。

## 广州南站夜间公交接驳专线
为做好广州南站的夜间公共交通保障工作，进一步提高广州南站的夜间旅客疏运能力，番禺区交通运输局决定自2019年1月21日起，开行四条广州南站夜间公交接驳专线。四条专线的服务时间均为22:00-次日00:15，若遇列车晚点则运营至最后一班高铁到达后15分钟。2024年9月7日起，四条专线仅余下南站夜4路调整中途走向并更改编码为番夜5路，其余线路停运。
| 编号 | 编号  | 线路     | 线路 | 线路     | 收费 | 运营商   | 备注                                |
| ---- | ----- | -------- | ---- | -------- | ---- | -------- | ----------------------------------- |
|      | 番夜5 | 广州南站 | →    | 奥园广场 | 3元  | 锦信公交 | 每30分一班，只下客不上客 原 南站夜4 |

## 地铁接驳夜间公交线路
为进一步做好地铁站点公交接驳“兜底”服务，实现地铁公交夜间有效衔接，番禺区交通运输局决定自2021年10月18日起，开行四条地铁接驳夜间公交线路。
- 番夜1路：为番80路的夜班公交形式，由广州市番广客运有限公司运营，行经海涌路和亚运大道，每日21:00、22:00、23:00及次日00:00由地铁低涌站开往金龙城总站，每日21:30、22:30、23:30由金龙城总站开往地铁低涌站[7]。2022年12月19日起，西端首末站由金龙城总站调整为金龙财富广场站[8]。
- 番夜2路：为番187路的夜班公交形式，由广州市一汽巴士有限公司番禺分公司运营，行经群贤路、105国道和南大干线；开通时往返于地铁大石站总站和周山岗总站，发班密度为60分钟/班，2022年3月31日起，配合地铁22号线开通，调整为每日23:30由地铁陈头岗站总站开往地铁大石站总站，次日00:30由地铁大石站总站开往地铁陈头岗站总站[9]。
- 番夜3路：为番111路的夜班公交形式，由广州锦信公交有限公司运营，行经石清公路、进港大道和市莲路，每日22:40及23:55由地铁石碁站开往尚上名筑站，每日23:10由尚上名筑站开往地铁石碁站。
- 番夜4路：为番151路（原番148B短线）的夜班公交形式，由广州创大公交有限公司运营，每日22:35、23:15及次日00:00发班；线路由地铁海傍站总站出发，经康体路、兴亚二路和石清公路至天誉站后，绕经兴亚三路、乐羊羊路、石清公路和亚运大道至亚运城总站，随后掉头，经亚运大道和石清公路至天誉站后，原路返回地铁海傍站总站。